# 15462 Stumegan
15462 Stumegan (1999 AV1) là một tiểu hành tinh vành đai chính được phát hiện ngày 8 tháng 1 năm 1999. The asteroid được khám phá ở Đài thiên văn quốc gia Kitt Peak as part thuộc Spacewatch project.
Nó được đặt theo tên Stu Megan, who discovered the first Spacewatch FMO Project Lưu trữ 2011-12-01 tại Wayback Machine asteroid to attain an official IAU MPEC designation.